# Boban Pesov
Boban Pesov (Repubblica Socialista di Macedonia, 1988) è un fumettista e youtuber macedone naturalizzato italiano.

## Biografia
Nato in Jugoslavia, nel 1996 raggiunge il padre in Piemonte (che vi era giunto precedentemente clandestinamente) insieme al resto della famiglia. Dopo aver frequentato il Liceo Artistico "Pint Gallizio" di Alba, si laurea in architettura presso il Politecnico di Torino nel 2013. Nello stesso anno apre il suo canale YouTube, che ad agosto 2025 conta oltre 138.000 iscritti.
Da una sua serie di video viene tratto Spermini alla riscossa, suo primo fumetto pubblicato da Magic Press Edizioni nel 2017 con postfazione di Amleto De Silva. Nello stesso anno pubblica il primo volume di Nazivegan Heidi, scritto da Don Alemanno, che rivede la storia dell'anime Heidi in chiave satirica per criticare la società degli anni 2010. La pubblicazione, che vede un totale di tre volumi editi tra 2017 e 2018, riceve sia consensi per l'umorismo nero utilizzato, sia critiche per le battute a sfondo razziale che per i disegni, reputati in alcune parti "acerbi".
Seguono negli anni successive collaborazioni con noti youtuber come Barbascura X e Mattia Ferrari (conosciuto online come Victorlaszlo88), oltre che alcune pubblicazioni di impronta autobiografica.
Nel 2025, dopo due anni di lavoro, viene pubblicato da Tunué C'era una volta l'est, fumetto semi-autobiografico che intreccia la storia di tre viaggi compiuti in anni diversi, da persone diverse e con scopi differenti tra Italia e Macedonia del Nord.

## Opere

### Fumetti
- Spermini alla riscossa, Magic Press Edizioni (2017)
- Nazivegan Heidi con Don Alemanno, Magic Press Edizioni (2017-2018)
- Frank con Barbascura X, Poliniani Editore (2019)
- I veri fantasmi con Mattia Ferrari, Poliniani Editore (2020)
- La variante Pesov, Tora (2021)
- Better call Boban, Tora (2022)
- C'era una volta l'est, Tunué (2025)